# Douglas Hamilton, VIII duca di Hamilton
Douglas Douglas-Hamilton, VIII duca di Hamilton (Edimburgo, 25 luglio 1756 – Hamilton, 2 agosto 1799), è stato un nobile scozzese, pari di Scozia, appartenente alla famiglia Hamilton.

## Biografia

### Infanzia e ascesa al Ducato di Hamilton
Hamilton nacque al Palazzo di Holyrood, figlio di James Hamilton, VI duca di Hamilton e di sua moglie, Elizabeth Gunning. Frequentò Eton dal 1763 al 1767 ed alla morte del fratello maggiore nel 1769, gli succedette al titolo di Duca di Hamilton. Ereditò anche il titolo di sua madre e divenne Barone Hamilton di Hameldon alla di lei morte nel 1790.

### Grand Tour in Europa e matrimonio

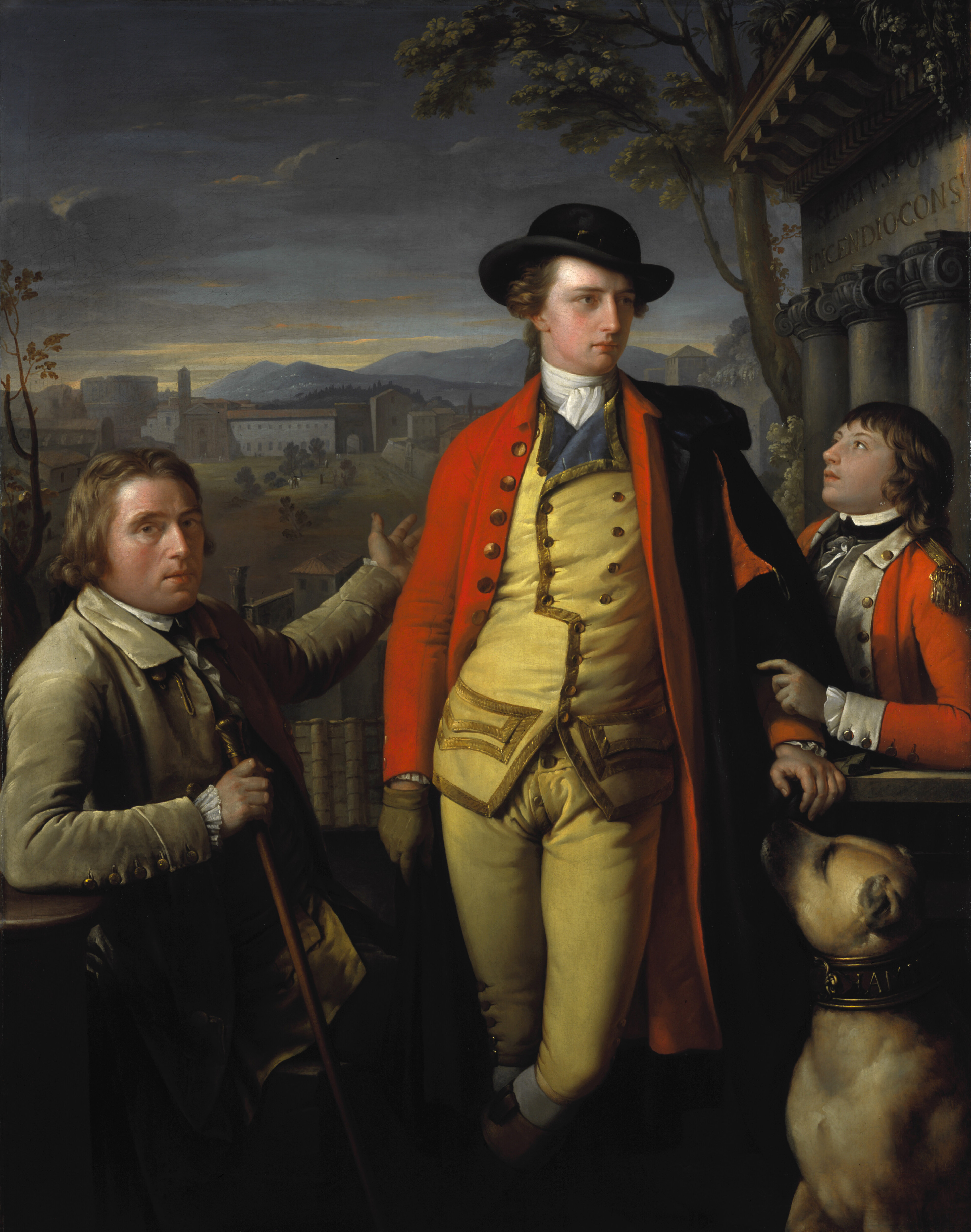
Ritratto di Douglas Douglas-Hamilton, VIII duca di Hamilton, in compagnia del dottor John Moore e di suo figlio John durante il Grand Tour di Gavin Hamilton, 1775-1777, Scottish National Portrait Gallery

Tra il 1772 ed il 1776 viaggiò per l'Europa con il medico scozzese Dr. John Moore e suo figlio il futuro Sir John Moore, eroe di Coruna. Al suo ritorno in patria, all'età di 21 anni, sposò la bellissima nobildonna Elizabeth Anne Burrell (n. 20 aprile 1757), quarta figlia di Peter Burrell, a Londra il 5 aprile 1778. La nuova Duchessa era sorella del futuro I Barone Gwydyr, della Contessa di Beverley e della futura Duchessa di Northumberland. La madre del Duca di Hamilton disapprovò questa unione, sperando di poter trovare un miglior partito per suo figlio. La Duchessa di Argyll era infatti dell'opinione che "la figlia di un privato gentiluomo, per quanto piacente, non fosse appropriata per stendere alleanze".

#### Scandali

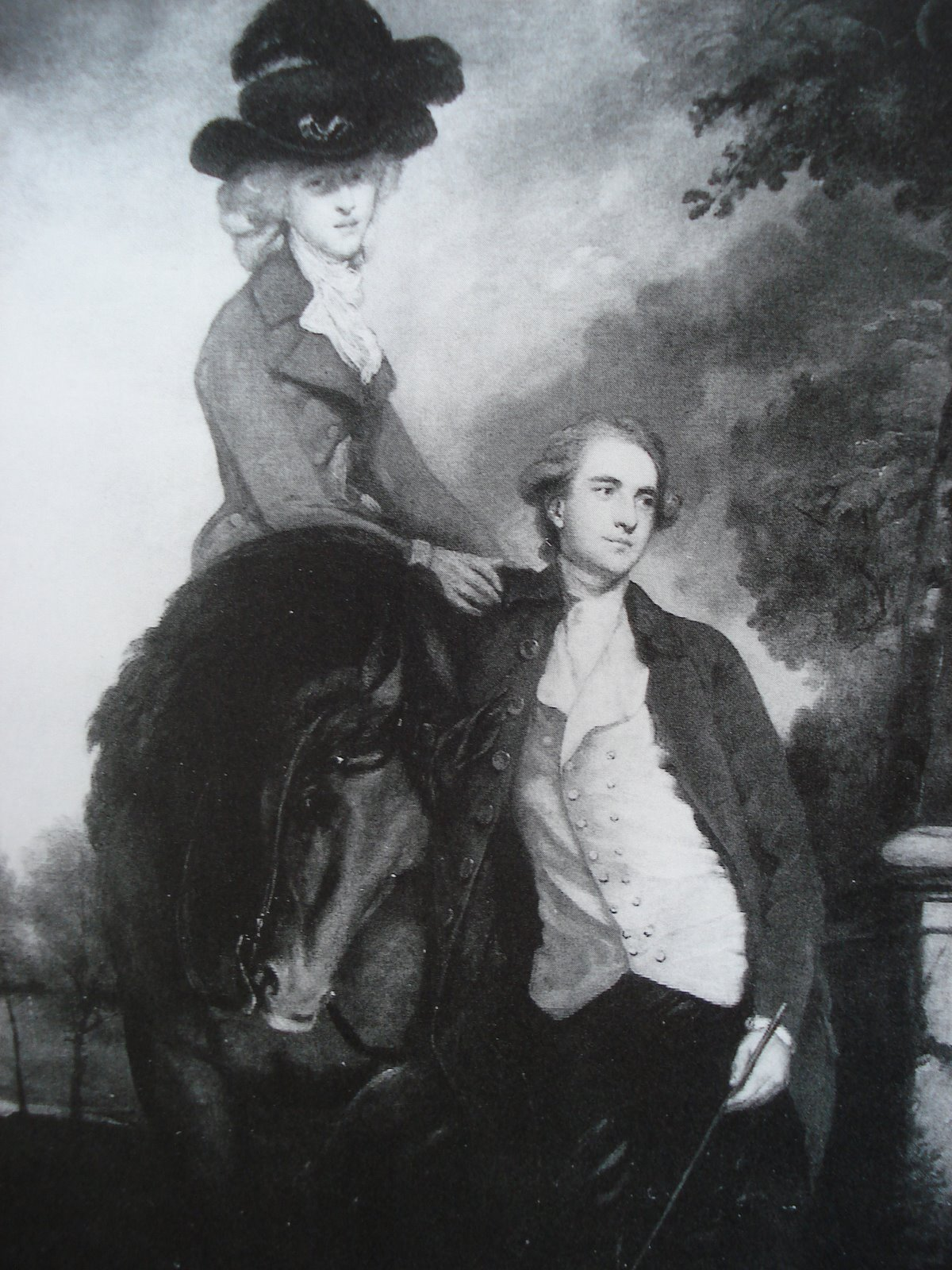
Il Duca e la Duchessa di Hamilton ritratti da Joshua Reynolds nel 1779

Il Duca gradualmente iniziò a dissipare la fortuna paterna e di questo risentì anche la fortuna della coppia. Nel 1794, dopo sedici anni di matrimonio e senza figli, la coppia decise di divorziare. Fu la duchessa a intentare la caua del divorzio sulla base di un presunto adulterio subito dal Duca con Mrs. Esten nel 1793, ma anche un precedente adulterio con un'altra donna che nell'occasione non venne nominata (Frances Twysden, moglie del Conte di Eglinton e sorella di Frances Villiers, contessa di Jersey), risalente al 1787. Lord Eglinton aveva divorziato da sua moglie il 6 febbraio 1788 sulla base di un suo adulterio col duca, dopo la nascita di una figlia, lady Susannah Montgomerie (1788-1805) che si supponeva essere del duca. Per questo, la duchessa avrebbe potuto utilizzare il divorzio Eglinton per supportare il proprio, ma non lo fece e preferì invece l'infamia di una relazione con una attrice. Nel 1794 il divorzio fu un caso di cronaca curioso, al punto da essere ancora evidenziato da Lawrence Stone nel suo libro Alienated Affections: Divorce and Separation in Scotland 1684-1830.

### Ultimi anni e morte

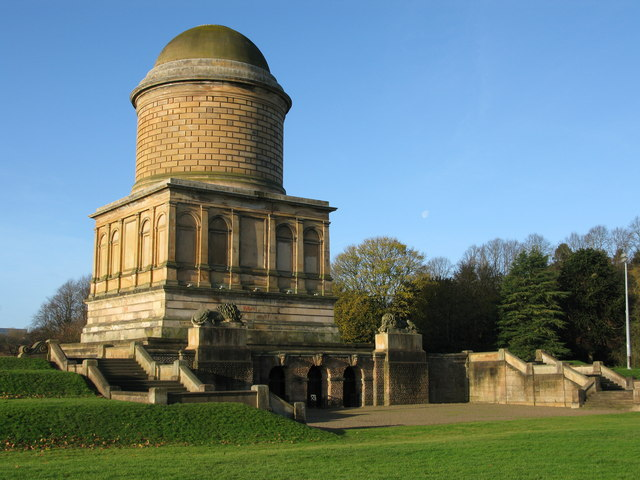
Il Mausoleo degli Hamilton nell'omonima città, ove è sepolto anche il Duca Douglas

Il duca morì senza risposarsi, anche se apparentemente fu padre illegittimo di una figlia avuta da una sua amante, l'attrice Harriet Pye Bennett (all'epoca nota come Mrs. Esten), nel 1796. Steptoe riporta inoltre la nascita di un figlio, nato nel 1788 circa, avuto da Lady Eglinton.
La duchessa si risposò l'anno successivo con Henry Cecil, I marchese di Exeter (m. 1804) come sua terza moglie. La coppia non ebbe figli e lei stessa morì il 17 gennaio 1837  Archiviato il 15 dicembre 2012 in Archive.is..

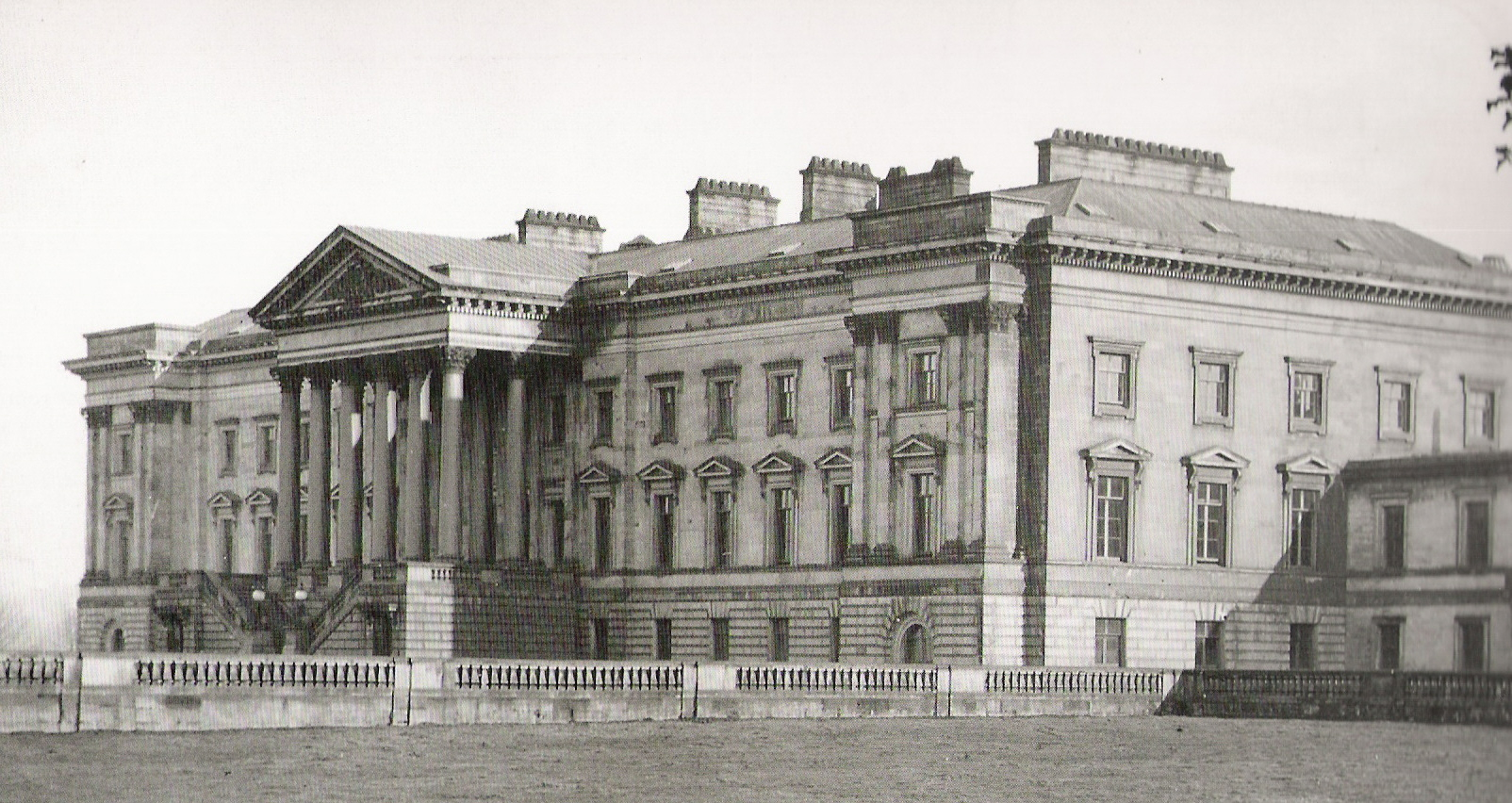
Hamilton Palace nel 1916.

Hamilton morì nel 1799, all'età di 43 a Hamilton Palace e venne sepolto nel mausoleo di famiglia ad Hamilton, in Scozia. Senza eredi legittimi, il suo titolo passò a suo zio Archibald mentre la baronia di sua madre passò al suo fratellastro, George. Il duca dispose ad ogni modo di lasciare il contenuto di Hamilton Palace e lo stesso palazzo alla sua figlia illegittima, nata da Mrs Esten, Anne Douglas-Hamilton, poi Lady Rossmore (c. 1796 – m. 1844 senza eredi). Il nuovo duca venne costretto a ricomprare la residenza per potervi abitare stabilmente con la sua famiglia, liquidando la nipote con una consistente somma di denaro.
Il duca divenne inoltre una figura importante come patrono del futuro Sir John Moore, eroe della Coruna, la cui carriera parlamentare e militare venne largamente sponsorizzata dagli Hamilton a partire dal 1779. La danza popolare "Hamilton House" venne dedicata proprio all'VIII duca, illustrando l'infedeltà di entrambi.

## Ascendenza
|                                         |               |                                         | Genitori                             |  |  | Nonni |  |  | Bisnonni                            |  |  | Trisnonni                           |  |
|                                         |               |                                         |                                      |  |  |       |  |  | James Hamilton, IV duca di Hamilton |  |  | William Douglas, I conte di Selkirk |  |
|                                         |               |                                         |                                      |  |  |       |  |  | James Hamilton, IV duca di Hamilton |  |  | William Douglas, I conte di Selkirk |  |
|                                         |               | Anne Hamilton, III duchessa di Hamilton |                                      |  |  |       |  |  | James Hamilton, IV duca di Hamilton |  |  |                                     |  |
| James Hamilton, V duca di Hamilton      |               |                                         |                                      |  |  |       |  |  | James Hamilton, IV duca di Hamilton |  |  |                                     |  |
|                                         |               | hon. Elizabeth Gerard                   | Digby Gerard, V barone Gerard        |  |  |       |  |  |                                     |  |  |                                     |  |
|                                         |               | hon. Elizabeth Gerard                   | Digby Gerard, V barone Gerard        |  |  |       |  |  |                                     |  |  |                                     |  |
|                                         |               | hon. Elizabeth Gerard                   | lady Elizabeth Gerard                |  |  |       |  |  |                                     |  |  |                                     |  |
| James Hamilton, VI duca di Hamilton     |               | hon. Elizabeth Gerard                   |                                      |  |  |       |  |  |                                     |  |  |                                     |  |
|                                         |               | John Cochrane, IV conte di Dundonald    | John Cochrane, II conte di Dundonald |  |  |       |  |  |                                     |  |  |                                     |  |
|                                         |               | John Cochrane, IV conte di Dundonald    | John Cochrane, II conte di Dundonald |  |  |       |  |  |                                     |  |  |                                     |  |
|                                         |               | John Cochrane, IV conte di Dundonald    | lady Susanna Hamilton                |  |  |       |  |  |                                     |  |  |                                     |  |
| lady Anne Cochrane                      |               | John Cochrane, IV conte di Dundonald    |                                      |  |  |       |  |  |                                     |  |  |                                     |  |
|                                         |               | lady Anne Murray                        | Charles Murray, I conte di Dunmore   |  |  |       |  |  |                                     |  |  |                                     |  |
|                                         |               | lady Anne Murray                        | Charles Murray, I conte di Dunmore   |  |  |       |  |  |                                     |  |  |                                     |  |
|                                         |               | lady Anne Murray                        | Catherine Watts                      |  |  |       |  |  |                                     |  |  |                                     |  |
| Douglas Hamilton, VIII duca di Hamilton |               | lady Anne Murray                        |                                      |  |  |       |  |  |                                     |  |  |                                     |  |
|                                         | Bryan Gunning | Barnaby Gunning                         |                                      |  |  |       |  |  |                                     |  |  |                                     |  |
|                                         | Bryan Gunning | Barnaby Gunning                         |                                      |  |  |       |  |  |                                     |  |  |                                     |  |
|                                         | Bryan Gunning | Sarah Geraghty                          |                                      |  |  |       |  |  |                                     |  |  |                                     |  |
| John Gunning                            | Bryan Gunning |                                         |                                      |  |  |       |  |  |                                     |  |  |                                     |  |
|                                         |               | Margaret Malone                         | …                                    |  |  |       |  |  |                                     |  |  |                                     |  |
|                                         |               | Margaret Malone                         | …                                    |  |  |       |  |  |                                     |  |  |                                     |  |
|                                         |               | Margaret Malone                         | …                                    |  |  |       |  |  |                                     |  |  |                                     |  |
| Elizabeth Gunning                       |               | Margaret Malone                         |                                      |  |  |       |  |  |                                     |  |  |                                     |  |
|                                         |               | Theobald Bourke, VI visconte Mayo       | Miles Bourke, V visconte Mayo        |  |  |       |  |  |                                     |  |  |                                     |  |
|                                         |               | Theobald Bourke, VI visconte Mayo       | Miles Bourke, V visconte Mayo        |  |  |       |  |  |                                     |  |  |                                     |  |
|                                         |               | Theobald Bourke, VI visconte Mayo       | Jane Bermingham                      |  |  |       |  |  |                                     |  |  |                                     |  |
| hon. Bridget Bourke                     |               | Theobald Bourke, VI visconte Mayo       |                                      |  |  |       |  |  |                                     |  |  |                                     |  |
|                                         |               | Mary Browne                             | John Browne                          |  |  |       |  |  |                                     |  |  |                                     |  |
|                                         |               | Mary Browne                             | John Browne                          |  |  |       |  |  |                                     |  |  |                                     |  |
|                                         |               | Mary Browne                             | hon. Maud Bourke                     |  |  |       |  |  |                                     |  |  |                                     |  |
|                                         |               | Mary Browne                             |                                      |  |  |       |  |  |                                     |  |  |                                     |  |